# Sommen (plaats)
Sommen is een plaats in de gemeente Tranås in het landschap Småland en de provincie Jönköpings län in Zweden. De plaats heeft 789 inwoners (2005) en een oppervlakte van 130 hectare.